# HOT Mobile
HOT Mobile proporciona servicios inalámbricos de telefonía móvil en Israel. La compañía ofrece varios servicios como: envío bidireccional de radio, Intranet móvil, conexión a Internet, mensajes de texto, GPS, teléfono con altavoz, multimedia, itinerancia, transmisión de imágenes desde el teléfono móvil, advertencia de velocidad mediante GPS, transmisión de información con Vcard, teléfono multimedia, cámara de grabación de video y servicio de correo electrónico. La compañía fue fundada en 1994 y tiene su sede en Tel Aviv, Israel. HOT Mobile es una empresa filial de HOT Telecommunication Systems.